# Brizo
Nella mitologia greca,  Brizo  o Brizò era il nome delle divinità del sonno.

## Il mito
Brizo era il nome di una divinità minore del sonno venerata dalle donne di Delo. La dea forniva indicazioni precise in sogno sulla pesca e sulla navigazione. Per via di questa particolarità si pensava che fosse anche una dea protettrice della navigazione.
Come doni alla dea le donne offrivano piccole creazioni manuali, dei piccoli modelli che raffiguravano delle imbarcazioni. Il suo significato è “colei che placa”.

### Moderna
- Robert Graves, I miti greci, Milano, Longanesi, ISBN 88-304-0923-5.
- Anna Ferrari, Dizionario di mitologia, Litopres, UTET, 2006, ISBN 88-02-07481-X.
- Anna Maria Carassiti, Dizionario di mitologia classica, Roma, Newton, 2005, ISBN 88-8289-539-4.